# Саламина
 Тази статия е за гръцкия остров.  За кипърския град вижте Саламин (Кипър).  
Саламина или Саламин (на гръцки: Σαλαμίνα, катаревуса Σαλαμίς, Саламис) е гръцки остров в Егейско море. Той е най-големият от групата на Сароническите острови с площ 96 km². Разположен е в Сароническия залив, на около 2 km от Пирея и на 16 km западно от Атина. Населението му е 28 500 души. Главен град е едноименния Саламина. От континента островът е отделен от два тесни протока от изток и северозапад и залива Елефсина от север. На 11 km на юг е разположен остров Егина. Бреговата линия е силно разчленена с множество малки заливи (Саламина, Тропика, Василика, Палоука, Селини, Перани, Канаки и др.). По-голямата част от острова е равнинна, а на юг релефът е хълмист и нископланински с височина до 344 m.

## Историческа справка
Според древногръцките легенди на острова се е родил героят Аякс.
Името на острова вероятно идва от Салам (shalam), на финикийски - мир, под което е отбелязана в творбите на Омир. Според някои източници името идва от името на нимфата Саламина, която според легендите е майка на Кихрей, първият цар на острова.
На 28 (или 27) септември 480 г. пр.Хр. тук се е състояла морската битка при Саламин по време на гръко-персийските войни, завършила с гръцка победа.